# Discoxenus lucidus
Discoxenus lucidus – gatunek chrząszcza z rodziny kusakowatych i podrodziny rydzenic.

## Taksonomia
Gatunek ten opisali po raz pierwszy w 2015 roku Taisuke Kanao i Munetoshi Maruyama na łamach „Zootaxa”. Jako lokalizację typową wskazano okolice Kaôh Kŏng w Kambodży. Epitet gatunkowy oznacza po łacinie „błyszczący”. W obrębie rodzaju Discoxenus tworzy wraz z D. assmuthi, D. hirsutus, D. indicus, D. kakizoei, D. katayamai, D. kohkongensis, D. lepisma, D. malaysiensis, D. minutus i D. phourini grupę gatunków D. assmuthi.

## Morfologia
Chrząszcz o wydłużonym ciele długości od 2,3 do 2,9 mm i szerokości od 0,9 do 1 mm, błyszczącym, ubarwionym głównie pomarańczowobrązowo. 1,3 raza szersza niż dłuższa głowa ma głęboko pośrodku wklęśniętą przednią krawędź wargi górnej, mały ząbek na prawej żuwaczce, 3,7 raza szerszą niż dłuższą bródkę z około 60 porami i przedbródek z około 20 porami. Na przedpleczu rośnie około 22 szczecinek makroskopowych, wszystkie na bokach. Poprzeczne pokrywy skąpo porastają żółte szczecinki. Szczecinek makroskopowych na dysku pokryw brak, natomiast pięć par rośnie po ich bokach. Odwłok ma tergity od trzeciego do siódmego zaopatrzone w cztery, a ósmy w sześć szczecinek makroskopowych. Sternity od trzeciego do siódmego mają szereg 6–10 szczecinek makroskopowych na tylnym brzegu. U samca ósmy sternit ma dwie pary szczecinek makroskopowych pośrodku i trzy pary przy tylnej krawędzi, u samicy zaś dwie pary szczecinek makroskopowych pośrodku i dwie pary na tylnej krawędzi. Genitalia samicy cechują się nasadową częścią spermateki tak długą jak jej część wierzchołkowa. Genitalia samca odznaczają się zaopatrzoną w dobrze wykształcone, trójkątne żeberko dystalne kapsułą nasadową edeagusa, paramerytem około czterokrotnie szerszym od kondylitu oraz pięcioma lub sześcioma szczecinkami na sklerycie woreczka welarnego.

## Ekologia i występowanie
Owad ten jest termitofilem zasiedlającym gniazda termitów z gatunków Hypotermes makhamensis i Hypotermes xenotermitis.
Gatunek orientalny, endemiczny dla Kambodży, znany z prowincji Kaôh Kŏng i Siĕm Réab.